# Christian Gottlob Großmann

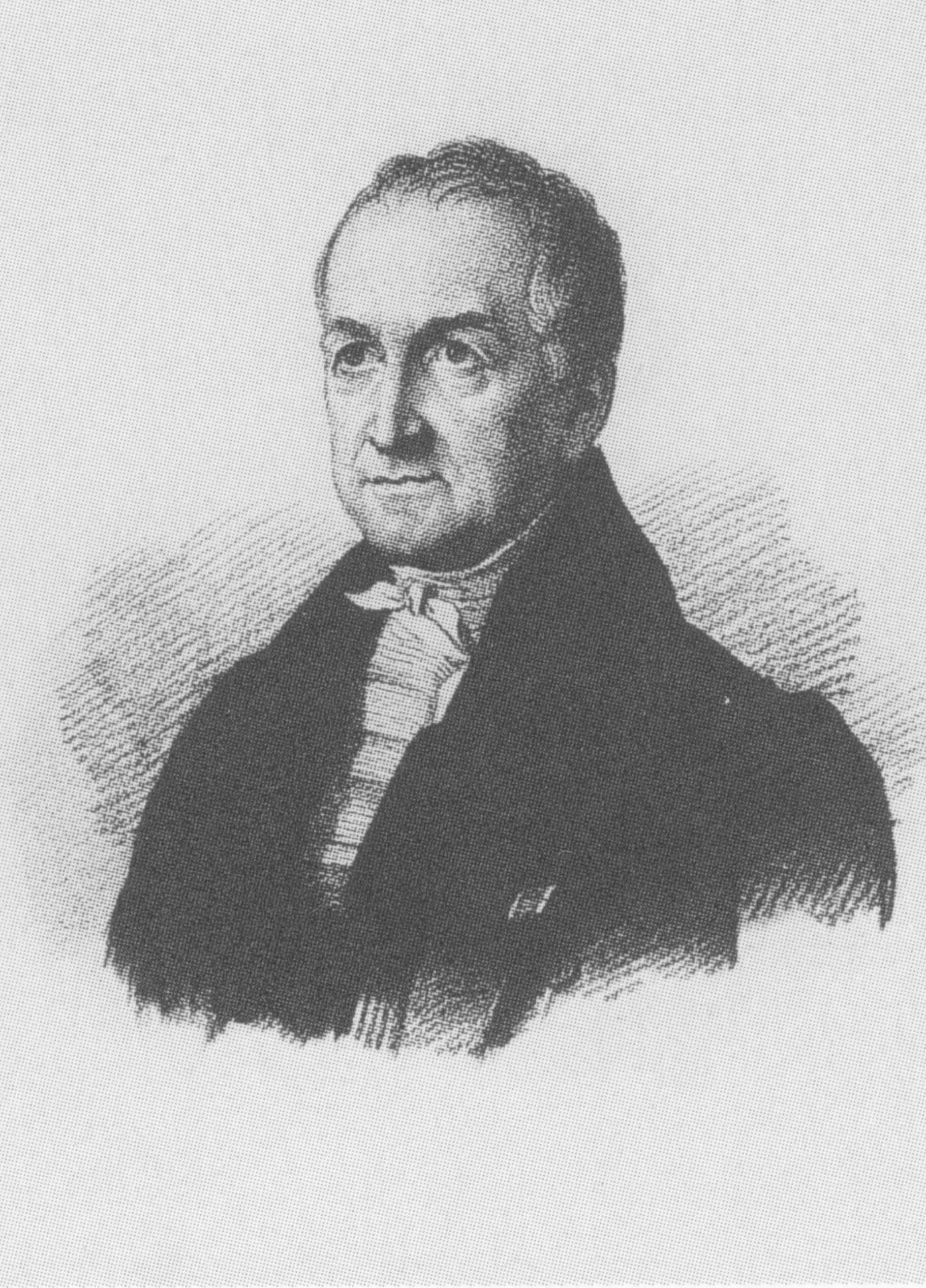
Christian Gottlob Großmann (1783–1857), Bild von Carl Lutherer

Christian Gottlob Leberecht Großmann (* 9. November 1783 in Prießnitz; † 29. Juni 1857 in Leipzig) war ein deutscher Theologe und Hochschullehrer.

## Herkunft
Seine Eltern waren der Pfarrer Johann Gottlob Großmann (1740–1824) und dessen Ehefrau die Pfarrerstochter Johanna Eleonora Wilhelmina Börner (1761–1836).

## Leben
Christian Gottlob Leberecht Großmann trat 1808 in den geistlichen Stand, wurde 1822 Diakonus und Professor in Schulpforta und 1823 Generalsuperintendent, Oberhofprediger und Konsistorialrat in Altenburg, von wo er 1829 als Superintendent, Professor der Theologie an der Universität Leipzig und Pastor an der Thomaskirche nach Leipzig berufen wurde. Seit 1833 Mitglied der sächsischen Ersten Kammer, hat er die Sache des Fortschritts stets vertreten und namentlich auch für eine selbstständigere Stellung der Kirche im Staat seine Stimme erhoben.
Vor allem aber ist die Gründung der Gustav-Adolf-Stiftung sein Werk. In der Schmalen Gasse in Lützen erinnert eine 1932 von der Stadt gestiftete Gedenktafel an die von ihm 1832 initiierte Sammlung für den damaligen Gustav Adolf-Verein.
Großmann ist 1811 der Freimaurerloge Zu den drei Reißbrettern in Altenburg beigetreten, bat aber 1815 wieder um seine Entlassung, „um unabhängig von der Loge im Sinn und Wandel Maurer zu bleiben“.
Unter seinen Schriften sind, außer Predigten, hervorzuheben: Quaestionum Philonearum (Leipzig 1829, 2 Bde.); Ueber eine Reformation der protestantischen Kirchenverfassung im Königreich Sachsen (Leipzig 1833).

## Familie
Er heiratete 1814 die Pfarrerstochter Henriette Doering (1793–1872). Das Paar hatte einen Sohn und drei Töchter, darunter:
- Karl (1817–1906),  Superintendent in Grimma
- Eugenie ⚭ Arnold Dietrich Schaefer (1819–1883), Professor der Geschichte